# パテ・シス
パテ・イスマエル・シス（Pathé Ismaël Ciss、1994年3月16日 - ）は、セネガル・ダカール出身のサッカー選手。ラ・リーガ・ラージョ・バジェカーノ所属。セネガル代表。ポジションはMF。

## 経歴

### クラブ
ディアンバルスFCでキャリアをスタートさせ、2017年7月31日にリーガプロのCFウニオンに加入した。
2017年8月13日、レアルSCとのリーグ戦でプロデビューを果たし、10月29日のUDオリヴェイレンセ戦でプロ初ゴールを挙げた。
2018年8月30日、ウニオンがセグンダ・ディヴィサンに降格してことでFCファマリカンに1シーズンのレンタル移籍をした。
2019年9月2日、セグンダ・ディビシオンのCFフエンラブラダへのレンタル移籍が発表された。この2019-20シーズン終了後である7月13日、フエンラブラダと4年契約を交わした。
2021年7月28日、チームメイトのランディ・エンテカとともにラージョ・バジェカーノに加入し、4年契約を結んだ。

### 代表
2022年9月23日、ボリビア代表との親善試合にてセネガル代表デビューを果たした。

## 代表歴

### 出場大会
- セネガル代表
  - 2022 FIFAワールドカップ

### 試合数
- 国際Aマッチ 12試合 0得点（2022年-）[7]

| セネガル代表 | 国際Aマッチ | 国際Aマッチ |
| 年           | 出場        | 得点        |
| ------------ | ----------- | ----------- |
| 2022         | 4           | 0           |
| 2023         | 8           | 0           |
| 2024         |             |             |
| 通算         | 12          | 0           |